# Wim Fissette
Wim Fissette (* 22. März 1980) ist ein ehemaliger belgischer Tennisspieler und jetziger Tennistrainer.

## Leben
Als Spieler erreichte er im August 1999 in der Weltrangliste als höchste Platzierung Rang 1291.
Von 2009 bis 2011 war er Trainer von Kim Clijsters. Er führte sie zum zweifachen Gewinn der US Open, zum Gewinn der Australian Open und der WTA Tour Championships. 2013 trainierte er Sabine Lisicki, 2014 Simona Halep, von 2015 bis 2016 und ab November 2018 Wiktoryja Asaranka, 2016 Sara Errani, sowie von 2016 bis 2017 Johanna Konta. Von November 2017 bis zum 16. Oktober 2018 war er Trainer von Angelique Kerber. Von Ende 2019 bis Juli 2022 trainierte er Naomi Ōsaka. Während dieser Zeit gewann diese zwei Grand-Slam-Titel.
Fissette ist verheiratet und hat einen Sohn.
Am 17. Oktober 2024 erklärte die polnische Tennisspielerin Iga Świątek, dass Wim Fissette ihr neuer Trainer wird.

## Liste bedeutender Erfolge als Trainer
| Turnier                                       |
| --------------------------------------------- |
| US Open 2009 (Clijsters)                      |
| US Open 2010 (Clijsters)                      |
| WTA Championships 2010 (Clijsters)            |
| Australian Open 2011 (Clijsters)              |
| Finale Wimbledon Championships 2013 (Lisicki) |
| Finale French Open 2014 (Halep)               |
| Wimbledon 2018 (Kerber)                       |
| US Open 2020 (Ōsaka)                          |
| Australian Open 2021 (Ōsaka)                  |
| Wimbledon 2025 (Świątek)                      |